# Bavdek (priimek)
Bavdek je priimek v Sloveniji, ki ga je po podatkih Statističnega urada Republike Slovenije na dan 1. januarja 2010 uporabljalo 268 oseb in je med vsemi priimki po pogostosti uporabe uvrščen na 1.532. mesto.

## Znani nosilci priimka
- Alma Bavdek (*1950), arheologinja, muzealka
- Andrej Bavdek, biokemik (direktor API Production - Krka)
- Boris Bavdek (*1950), politik
- Dušan Bavdek (*1948), zdravnik in politik
- Dušan Bavdek (*1971), skladatelj, prof. AG
- Gregor Bavdek (*1976), tehniški fizik - PEF
- Ivan Bavdek (1875 - 1910), gledališčnik
- Poldka (Leopoldina) Bavdek (1881 - 1965), propagatorka ženske domače obrti
- Simona Drenik Bavdek, mednarodna pravnica, docentka za ustavno in mednarodno pravo
- Srdan V. Bavdek (1937 - 2019), veterinar, univ. profesor, šahist